# Mónica Puig Marchán
Mónica Puig Marchán (Hato Rey, San Juan, 27 de setembre de 1993) és una exjugadora de tennis professional porto-riquenya d'ascendència catalana. És guanyadora de la medalla d'or olímpica, campiona dels Jocs Centreamericans i del Carib i medallista plata en els Jocs Panamericans.
En la seva carrera Puig ha guanyat dos títols individuals en el circuit de la WTA i sis en el circuit de l'ITF. L'11 de juliol de 2016, va assolir la seva millor classificació amb la posició mundial 33. El 23 de juliol de 2012, va aconseguir la seva millor classificació mundial en dobles amb la posició 263. El maig del 2014, Puig va guanyar la seva primera gira de la WTA a la Internationaux de Strasbourg 2014. Als Jocs Olímpics d'Estiu de 2016 de Rio de Janeiro es va convertir en la primera atleta en guanyar una medalla d'or olímpica com a representant de Puerto Rico i en el novè medallista global d'aquesta selecció sent la primera medalla d'or. Durant aquest esdeveniment, esdevingué la primera jugadora llatinoamericana en guanyar la modalitat individual femenina. Va derrotar dos adversàries situades entre les 10 millors i va guanyar en la final a la jugadora en segona posició mundial, Angelique Kerber. És l'única jugadora cap de sèrie que ha guanyat l'or des de la reintroducció del tennis l'any 1988.

## Biografia
Mónica Puig va néixer el 27 de setembre de 1993 a Hato Rey, San Juan (Puerto Rico). Es va mudar amb els seus pares, el cubà José Puig i la porto-riquenya Astrid Marchán, a Miami des que va complir un any d'edat, encara que manté una estreta relació amb la seva família porto-riquenya. Els seus avis paterns eren catalans.

## Jocs Olímpics

### Individual
| Any  | Campionat                             | Oponent          | Resultat      |
| ---- | ------------------------------------- | ---------------- | ------------- |
| 2016 | Jocs Olímpics, Rio de Janeiro, Brasil | Angelique Kerber | 6−4, 4−6, 6−1 |

## Trajectòria esportiva
El 2014, va jugar i guanyar la seva primera final de WTA a l'Internationaux de Strasbourg 2014, derrotant Sílvia Soler i Espinosa. Aquest èxit la va portar a la seva millor classificació de la WTA, la 41. L'octubre del 2014, Puig va guanyar el primer lloc la WTA Rising Stars Invitational de Singapur, derrotant Zheng Saisai en dos sets. Al final de l'any, la seva posició mundial fou la 59.
Les millors actuacions de Puig el 2015 van ser les semifinals al PTT Pattaya Open 2015. També va arribar als quarts de final de l'Abierto Mexicano Telcel 2015 d'Acapulco, després de derrotar Sara Errani, nombre 12 mundial en aquell moment. Una altra victòria fou al Guangzhou International Women's Open 2015 contra Andrea Petkovic. Puig va acabar l'any en la posició mundial 92.
El 2016 va guanyar a Sydney a Magdaléna Rybáriková, Anna Karolína Schmiedlová, Samantha Stosur i Belinda Bencic. Va perdre la seva segona final de WTA contra Svetlana Kuznetsova.
A l'Open d'Austràlia 2016 va assolir la tercera ronda, derrotant Magda Linette i Kristýna Plíšková abans de perdre a la quarta fase contra Agnieszka Radwańska. En l'Aegon International Eastbourne 2016, va arribar a les semifinals després de batre Kristina Mladenovic.

Als Jocs Olímpics d'Estiu de 2016, va guanyar la medalla d'or individual femení derrotant a Polona Hercog, Anastassia Pavliutxénkova, Garbiñe Muguruza Blanco, Laura Siegemund, Petra Kvitová, i a Angelique Kerber en la final per 6-4, 4-6 i 6-1. Puig esdevingué la segona cap de sèrie en guanyar una medalla als Jocs Olimpics després que Alicia Molik guanyès el bronze als Jocs Olímpics d'Estiu de 2004 d'Atenes i la primera atleta representant de Puerto Rico en guanyar una medalla d'or en qualsevol esport. Puig és la primera representant Llatinoamericana en guanyar la medalla d'or en individuals i la segona en guanyar una medalla després que Gabriela Sabatini guanyès la plata en els Jocs Olímpics d'Estiu de 1988.

## Palmarès

### Individual: 4 (2−2)
| Llegenda                                  |
| ----------------------------------------- |
| Grand Slam (0−0)                          |
| Jocs Olímpics Or (1)                      |
| WTA Tour Championships / WTA Finals (0−0) |
| Premier Mandatory (0−0)                   |
| Premier 5 (0−0)                           |
| Premier (0−1)                             |
| International (1−1)                       |

| Títols per superfície |
| --------------------- |
| Dura (1−2)            |
| Gespa (0−0)           |
| Terra batuda (1−0)    |

| Resultat   | Núm. | Data                 | Torneig                               | Superfície   | Oponent               | Marcador      |
| ---------- | ---- | -------------------- | ------------------------------------- | ------------ | --------------------- | ------------- |
| Guanyadora | 1.   | 24 de maig de 2014   | Estrasburg, França                    | Terra batuda | Sílvia Soler Espinosa | 6−4, 6−3      |
| Finalista  | 1.   | 16 de gener de 2016  | Sydney, Austràlia                     | Dura         | Svetlana Kuznetsova   | 0−6, 2−6      |
| Guanyadora | 2.   | 13 d'agost de 2016   | Jocs Olímpics, Rio de Janeiro, Brasil | Dura         | Angelique Kerber      | 6−4, 4−6, 6−1 |
| Finalista  | 2.   | 21 d'octubre de 2017 | Luxemburg, Luxemburg                  | Dura         | Carina Witthöft       | 3−6, 5−7      |

## Trajectòria

### Individual
| Open d'Austràlia | A   | Q2  | Q1          | 2R          | 2R          | 3R    | 2R          | 2R          | 1R          | A           | A   | A   | 0 / 6     | 6 – 6     |
| Roland Garros | A   | Q3  | 3R          | 1R          | 1R          | 3R    | 2R          | A           | 3R          | 1R          | A   | A   | 0 / 7     | 7 – 7     |
| Wimbledon | A   | A   | 4R          | 1R          | 1R          | 1R    | 1R          | 1R          | 2R          | NC          | A   | A   | 0 / 7     | 4 – 7     |
| US Open | A   | Q1  | 1R          | 2R          | 1R          | 1R    | 1R          | 2R          | 1R          | 1R          | A   | A   | 0 / 8     | 2 – 8     |
| Jocs Olímpics | NC  | A   | No celebrat | No celebrat | No celebrat | G     | No celebrat | No celebrat | No celebrat | No celebrat | A   | NC  | 1 / 1     | 6 – 0     |
| Total Victòries−Derrotes | 0−1 | 0−2 | 13−15       | 16−18       | 15−23       | 41−24 | 20−21       | 18−14       | 17−19       | 0−2         | 0−0 | 0−1 | 140 – 140 | 140 – 140 |
| Rànquing a final d'any | 228 | 127 | 55          | 60          | 92          | 32    | 58          | 53          | 80          | 105         | –   | –   |           |           |
| Llegenda: G: Guanyadora; F: Finalista; SF: Semifinalista; QF: Quarts de final; Q: Qualificació; A: Absent; RR: Round Robin; |     |     |             |             |             |       |             |             |             |             |     |     |           |           |